# Vittskövle landskommun
Vittskövle landskommun var en tidigare kommun i dåvarande Kristianstads län.

## Administrativ historik
Kommunen bildades i Vittskövle socken i Gärds härad i Skåne när 1862 års kommunalförordningar trädde i kraft. 
Vid kommunreformen 1952 uppgick kommunen i Degeberga landskommun som 1974 uppgick i Kristianstads kommun.

## Politik

### Mandatfördelning i Vittskövle landskommun 1938-1946
| 12 | 8 |

| 20 |

| 11 | 9 |

| 19 |